# كس أباد بايين (جزين)
کس أباد بایین (بالفارسية: کس‌آباد پایین) هي قرية تقع في إيران في قسم جزين الريفي. يقدر عدد سكانها بـ 195 نسمة.